# Кільдішево
Кільді́шево (рос. Кильдишево, чув. Килтĕш) — присілок у Чувашії Російської Федерації, центр Кільдішевського сільського поселення Ядринського району.
Населення — 426 осіб (2010; 399 в 2002, 704 в 1979, 944 в 1939, 887 в 1926, 657 в 1897, 505 в 1858, 272 в 1795).

## Історія
До 1724 року селяни мали статус ясачних, до 1866 року — державних, займались землеробством, тваринництвом, бджільництвом, хмільництвом. У 19-20 століттях діяло 2 водяних млини та 7 вітряків. 1892 року відкрито школу грамоти, з 1908 року — однокласна земська школа, у 1920-ті роки — початкова школа. 1929 року створено колгосп «Разін». До 1927 року присілок входив до складу Шуматовської сотні Юмачевської волості, потім Шуматовської волості спочатку Курмиського, а пізніше — Ядринського повіту. Після переходу 1927 року на райони — у складі Аліковського, з 1939 року — у складі Совєтського, у період з 26 листопада по 18 грудня 1956 року — знову у складі Аліковського, потім — у складі Ядринського району.

## Господарство
У присілку діють фельдшерсько-акушерський пункт, будинок культури, бібліотека, спортзал, спортивний майданчик та магазин.